# Sokołowo (obwód Burgas)
Sokołowo (bułg. Соколово) – wieś w Bułgarii, w obwodzie Burgas, w gminie Karnobat. W 2023 roku liczyła 409 mieszkańców.